# Hilarion Alfeïev
Le Métropolite Hilarion (né Grigori Valerievitch Alfeïev le 24 juillet 1966 à Moscou), est un théologien, compositeur et évêque orthodoxe russe, Métropolite orthodoxe de Budapest et de Hongrie.
Il a été précédemment Métropolite de Volokolamsk et président du département des relations extérieures du Patriarcat de Moscou, de 2009 à 2022.
Versé dans les langues anciennes (grec et syriaque), maîtrisant de nombreuses langues vivantes, il est connu pour sa thèse sur saint Syméon le Nouveau Théologien soutenue à l’université d’Oxford, et par son abondante œuvre théologique, qui totalise plus d'un millier de publications en russe et en langues occidentales.
Il est spécialiste en patristique et en Nouveau Testament.

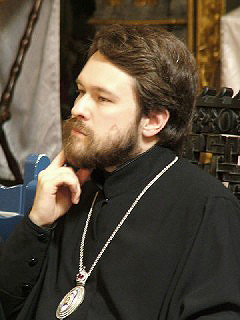
Hilarion.

## Biographie
Né à Moscou le 24 juillet 1966, Grigori Valerievitch Alfeïev fait des études de musique, d'abord à l'école secondaire où il étudie le violon, le piano et la composition, puis à la Faculté de composition du Conservatoire de Moscou. En janvier 1987, il arrête ses études au Conservatoire pour entrer au Monastère du Saint-Esprit à Vilnius. Il y est tonsuré moine le 19 juin de la même année sous le nom monastique d'Hilarion. Peu après, il sera ordonné diacre puis Prêtre (Hiéromoine). Parallèlement à ses obligations religieuses, il suit des études à distance au Séminaire théologique de Moscou puis à l'Académie de théologie de Moscou dont il sera diplômé respectivement en 1989 et 1991.
Entre 1988 et 1990, il est recteur de plusieurs paroisses du diocèse de Vilnius. De 1991 à 1993, il enseigne l'Homilétique, le Nouveau Testament, la Théologie dogmatique et le grec au séminaire et à l'Académie théologique de Moscou. En 1993, il se rend à au Pembroke College de l'université d'Oxford où il rédige une thèse sur « Saint Syméon le Nouveau théologien et la tradition orthodoxe », sous la direction de l'Evêque Kallistos Ware. Il l'achève en 1995 avec un doctorat (Philosophiæ doctor) en théologie.
À partir de 1995, il est membre du département des relations extérieures du Patriarcat de Moscou. Il est également professeur de Patrologie aux séminaires de Smolensk et de Kalouga de 1995 à 1997.
En 1999, l'Institut Saint-Serge lui confère le titre de docteur en théologie.
Le 27 décembre 2001, il est choisi comme évêque par le Saint-Synode de l'Église orthodoxe russe et consacré le 14 janvier 2002 par le Patriarche Alexis II, avec la participation de dix autres prélats, en la Cathédrale du Christ-Sauveur de Moscou.
Le 17 juillet 2002, il est nommé évêque de Podolsk, vicaire du diocèse de Moscou, puis il est nommé évêque de Vienne et d'Autriche en 2003. Il est en outre chargé de la représentation de l'Église orthodoxe russe auprès des institutions européennes de Bruxelles.
En février 2005, il est nommé chargé de cours en théologie dogmatique à l'université de Fribourg.
En mars 2009, l'évêque Hilarion est nommé président du département des relations extérieures du patriarcat de Moscou avec le titre d'évêque de Volokolamsk et vicaire du Patriarche de Moscou. Il est élevé au rang d'archevêque, puis à celui de métropolite en février 2010.
En 2014 et 2015, il représente son Église en tant que délégué fraternel lors du premier et du second synode des évêques sur la famille.
Ce mardi 7 juin 2022, le patriarche de Moscou, Cyrille, proche de Vladimir Poutine, démet de ses fonctions son « ministre des affaires étrangères », le métropolite Hilarion de Volokolamsk, pour le nommer métropolite en Hongrie,.

## Activités
- C'est notamment lui qui a édité le Discours ascétique de saint Syméon le Studite dans la collection « Sources chrétiennes ».
- Il est connu en Occident pour le dialogue œcuménique qu'il mène avec l'Église catholique romaine. Il se dit sceptique face au scénario de réunion ecclésiologique entre les Églises orthodoxe et catholique et prône plutôt un échange culturel. Il plaide pour une « alliance stratégique entre catholiques et orthodoxes, en vue de défendre la tradition chrétienne contre le sécularisme militant ». En février 2016, il annonce l'ouverture des sanctuaires orthodoxes russes aux pèlerins catholiques[6].
- Il est l’auteur de plusieurs compositions, dont la version musicale de la Divine Liturgie orthodoxe et de la célébration de la Veillée nocturne, ainsi que La Passion selon saint Matthieu et L'Oratorio de Noёl.
- Il a pris parti en faveur de la traduction et de l'actualisation de quelques textes liturgiques orthodoxes[7].
- Le 12 février 2022, le Métropolite Hilarion Alfeyev, président du département des relations ecclésiastiques extérieures du Patriarcat de Moscou, s'est rendu à Paris. Il a rencontré le cardinal Kurt Koch, président du Conseil pontifical pour la promotion de l'unité des chrétiens[8].

## Livres

### En français
- Le mystère de la foi. Introduction à la théologie dogmatique orthodoxe, trad. Michel Evdokimov, Cerf, 2001.
- L’univers spirituel d’Isaac le Syrien, Bellefontaine, 2001.
- Syméon le Studite. Discours ascétique. Introduction, texte critique et notes par H. Alfeyev. Sources Chrétiennes 460. Paris, Cerf, 2001.
- Le chantre de la lumière. Initiation à la spiritualité de saint Grégoire de Nazianze, Les éditions du Cerf, 2006, 407 p. (ISBN 978-2-2040-8031-6).
- Le mystère sacré de l’Église. Introduction à l’histoire et à la problématique des débats athonites sur la vénération du Nom de Dieu, Fribourg, Academic Press, 2007.
- Le Nom grand et glorieux. La vénération du Nom de Dieu et la prière de Jésus dans la tradition orthodoxe, Paris, Cerf, 2007.
- Le mystère sacré de l’Église. Introduction à l’histoire et à la problématique des débats athonites sur la vénération du Nom de Dieu, Fribourg, Academic Press, 2007.
- L’Orthodoxie : I. L’histoire et structures canoniques de l’Église orthodoxe, Les éditions du Cerf, 2009, 300 p. (ISBN 978-2-2040-8744-5).
- L’Orthodoxie : II. La doctrine de l’Église orthodoxe, Les éditions du Cerf, 2012, 464 p. (ISBN 978-2-2040-9139-8).
- Hilarion Alfeyev  (Auteur), Claire Chernikina (Traduction) et Xénia Yagello (Traduction), Le Sermon sur la montagne, Editions des Syrtes, 2018, 382 p. (ISBN 978-2-9405-2385-6).
- Hilarion Alfeyev  (Auteur) et André Louf (Traduction), L'univers spirituel d'Isaac le Syrien, Les éditions du Cerf, 2019, 360 p. (ISBN 978-2-2041-3606-8).
- Hilarion Alfeyev (Auteur) et Xénia Yagello (Traduction), Le début de l'Évangile, Editions des Syrtes, 2021, 448 p. (ISBN 978-2-9407-0122-3).

### En anglais
- St Symeon the New Theologian and Orthodox Tradition, Oxford University Press, Oxford, 2000.
- The Spiritual World of Isaac the Syrian, Cistercian Studies no 175, Cistercian Publications, Kalamazoo (Michigan), 2000.
- The Mystery of Faith. Introduction to the Teaching and Spirituality of the Orthodox Church, Longman and Todd, Londres, 2002.
- Orthodox Witness Today, WCC Publications, Genève, 2006.
- Christ the Conqueror of Hell. The Descent into Hell in Orthodox Tradition, SVS Press, New York, 2009.
- Orthodox Christianity. Volume I: The History and Canonical Structure of the Orthodox Church, SVS Press, New York, 2011.
- Orthodox Christianity. Volume II: Doctrine and Teaching of the Faith, SVS Press, New York, 2012.
- Orthodox Christianity, vol. III. The Architecture, Icons and Music of the Orthodox Church, New York: SVS Press, 2014.
- Orthodox Christianity, vol. IV. The Worship and Liturgical Life of the Orthodox Church, New York: SVS Press, 2017.
- Jesus Christ His Life and Teaching, vol. 1 The Beginning of the Gospel, New York: SVS Press, 2018.
- Orthodox Christianity, vol. V. Sacraments and Other Rites, New York: SVS Press, 2019.
- Jesus Christ His Life and Teaching, vol. 2 The Sermon on the Mount, New York: SVS Press, 2020.
- Jesus Christ His Life and Teaching, vol. 3 The Miracles of Jesus, New York: SVS Press, 2021.
- Jesus Christ His Life and Teaching, vol. 4 The Parables of Jesus, New York: SVS Press, 2021.

### En italien
- La gloria del Nome. L’opera dello schimonaco Ilarion e la controversia athonita sul Nome di Dio all’inizio dell XX secolo, Edizioni Qiqajon, Bose, Magnano, 2002.
- La forza dell’amore. L’universo spirituale di sant’Isacco il Syro, Qiqajon, Bose, 2003.
- Cristo Vincitore degli inferi, Qiqajon, Bose, 2003.
- Cristiani nel mondo contemporaneo, Bose: Qiqajon, 2013.
- La Chiesa ortodossa. 1. Profilo storico, Bologna: Edizione Dehoniane, 2013.
- La Chiesa ortodossa. 2. Dottrina, Bologna: Edizione Dehoniane, 2014.
- La Chiesa ortodossa. 3. Tempio, icona e musica sacra, Bologna: Edizione Dehoniane, 2015.
- La Chiesa ortodossa. 4. Liturgia, Bologna: Edizione Dehoniane, 2017.
- La Chiesa ortodossa. 5. Sacramenti e riti, Bologna: Edizione Dehoniane, 2018.
- L’icona: Arte, bellezza e mistero, Bologna: Edizione Dehoniane, 2018.
- Il mistero della fede. Tesori di spiritualità ortodossa, Milano: Monasterium, 2019.
- Il discorso della montagna — Gesù Cristo. Vita e insegnamento II, Milano: San Paolo, 2019.
- Morte e resurrezione — Gesù Cristo. Vita e insegnamento VI, Milano: San Paolo, 2020.
- L’inizio del Vangelo. — Gesù Cristo. Vita e insegnamento I, Milano: San Paolo, 2021.

### En allemand
- Geheimnis des Glaubens. Einführung in die orthodoxe dogmatische Theologie. Aus dem Russischen übersetzt von Hermann-Josef Röhrig. Herausgegeben von Barbara Hallensleben und Guido Vergauwen, Universitätsverlag Freiburg Schweiz, 2003 (Academic Press, Fribourg, 2005).
- Vom Gebet. Traditionen in der Orthodoxen Kirche, Münsterschwarzach: Vier-Türme-Verlag, 2012.
- Die Zukunft der Tradition. Gesellschaft, Familie, Christentum, Berlin: Landt, 2016.
- Katechismus. Kurze Wegbegleitung durch den orthodoxen Glauben, Münster: Aschendorff Verlag, 2017.

### En grec
- Άγιος Ισαάκ ο Σύρος. Ο πνευματικός του κόσμος. Αγιολογική Βιβλιοθήκη, αρ. 17. Εκδόσεις ΑΚΡΙΤΑΣ, Αθήνα, 2005.
- Το μυστήριο της Πίστης. Εκδόσεις ΕΝ ΠΛΩ, Αθήνα, 2011.

### En roumain
- Hristos, biruitorul iadului. Coborarea la iad din perspectiva teologica, Sophia, Bucarest, 2008.
- Sfântul Simeon Noul Teolog şi traditia ortodoxa, Bucureşti: Editura Sophia, 2009.
- Lumea duhovnicească a Sfântului Isaac Sirul, Iaşi: Editura Doxologia, 2013.
- Taina credinței. Introducere în teologia dogmatică ortodoxă, Iaşi: Editura Doxologia, 2014.
- Rugăciunea. Întălnire cu Dumnezeul cel Viu, Iaşi: Editura Doxologia, 2016.
- Taina Sfântă Bisericii. Introducere în istoria şi problematica disputelor imiaslave, Kluj-Napoca: Editura Renaşterea, 2021.

### En japonais
- アルフェエフ, イラリオン. 信仰の機密 / イラリオン・アルフェエフ著 ; ニコライ高松光一訳. — 東京 : 東京復活大聖堂教会, 2004年。
- 祈りについて（ロシア正教会駐日代表部訳）教友社、2020年。
- 『正教会の暦で読む毎日の福音』（ニコライ小野成信訳）教友社、2021年。

### En chinois
- 正教導師談祈禱卅二講 貝 伊拉里翁總主教 電視演講， 愛西里爾 譯 2009 年
- 作者 都主教伊拉里雍 阿爾菲耶夫 正信奧義 China Orthodox Press 2015 年
- 教理問答 正教信仰指南 China Orthodox Press 2020 年

### En finnois
- Uskon mysteeri. Johdatus ortodoksineen dogmatiseen teologiaan. Ortodoksisen kirjallisuuden Julkaisuneuvosto, Jyväskylä, 2002.

### En hongrois
- A hit titka. Bevezetés az Ortodox Egyház teológiájába és lelkiségébe, Magyar Ortodox Egyházmegye, 2005.
- Az imádságról, Budapest: Kairosz Kiadó, 2017.
- Katekizmus. Rövid útmutató az ortodox hithez. Fordította: Sipos Barnabás, Zimonyi Irina. Budapest, 2019.

### En polonais
- Tajemnica wiary. Wprowadzenie do prawosławnej teologii dogmatycznej, Warszawska Metropolia Prawosławna (w przygotowaniu).

### En serbe
- Тајна вере: увод у православно догматско богословље. Превод са руског Ђорђе Лазаревић; редактор превода Ксенија Кончаревић. Краљево: Епархијски управни одбор Епархије жичке, 2005.
- Ви сте светлост свету. Беседе о хришћанском животу. Са руског превео Никола Стојановић. Редактура превода проф. др Ксенија Кончаревић. Краљево, 2009.
- Живот и учење светог Григорија Богослова. Превод Никола Стојановић. Редактура превода др Ксенија Кончаревић, проф. Краљево, 2009.
- Христос Победитељ ада. Тема силаска у ад у источно-хришћанском предању. Са руског превела Мариjа Дабетић. Крагуjевац, 2010.
- Православно богословље на размећу векова. Са руског превела Мариjа Дабетић. Крагуjевац, 2011.
- Патриjарх Кирил: живот и гледиште. Превод Ксенија Кончаревић. Београд, 2012.
- Духовни свет преподобног Исака Сирина. Превела са руског др Ксенија Кончаревић. Нови Сад: Беседа, 2017.
- У шта верују православни хришћани. C руског превео епископ моравички Антоније (Пантелић). Београд, 2019.

### En russe
- Таинство веры. Введение в православное догматическое богословие. М.-Клин: Изд-во Братства Святителя Тихона, 1996. Издание второе — Клин: Фонд «Христианская жизнь», 2000. Издание третье — Клин: Фонд «Христианская жизнь», 2004. Издание четвёртое — Клин: Фонд «Христианская жизнь», 2005. Издание пятое — Санкт-Петербург: Библиополис, 2007. Издание шестое — М: Эксмо, 2008. Издание седьмое — М: Эксмо, 2010. Издание восьмое — М: Эксмо, 2011. Издание девятое — М: Изд-во Московской Патриархии, 2012.
- Отцы и учители Церкви III века. Антология. Т. 1-2. М.: Круглый стол по религиозному образованию и диаконии, 1996.
- Жизнь и учение св. Григория Богослова. М.: Изд-во Крутицкого патриаршего подворья, 1998. Издание второе — СПб.: Алетейя, 2001. Издание третье, испр. и доп. — М.: Сретенский монастырь, 2007.
- Духовный мир преподобного Исаака Сирина. М.: Изд-во Крутицкого патриаршего подворья, 1998. Издание второе — СПб.: Алетейя, 2001. Издание третье — СПб.: Алетейя, 2005. Издание четвёртое — СПб.: Изд-во Олега Абышко, 2008. Издание пятое, испр. — СПб.: Изд-во Олега Абышко, 2010.
- Преподобный Симеон Новый Богослов и православное Предание. М.: Изд-во Крутицкого патриаршего подворья, 1998. Издание второе — СПб.: Алетейя, 2001. Издание третье — СПб.: Издательство Олега Абышко, 2010.
- Преподобный Исаак Сирин. О божественных тайнах и о духовной жизни. Новооткрытые тексты. Перевод с сирийского. М.: Изд-во «Зачатьевский монастырь», 1998. Издание второе — СПб.: Алетейя, 2003. Издание третье — СПб.: Издательство Олега Абышко, 2006.
- Преподобный Симеон Новый Богослов. Главы богословские, умозрительные и практические. Перевод с греческого. М.: Изд-во «Зачатьевский монастырь», 1998.
- Восточные Отцы и учители Церкви IV века. Антология. Т. 1-3. М.: Круглый стол по религиозному образованию и диаконии, 1998—1999.
- Ночь прошла, а день приблизился. Проповеди и беседы. М.: Изд-во Крутицкого патриаршего подворья, 1999.
- Православное богословие на рубеже эпох. Статьи, доклады. М.: Изд-во Крутицкого патриаршего подворья, 1999. Издание второе, дополненное — Киев: Дух і літера, 2002.
- Преподобный Симеон Новый Богослов. «Прииди, Свет истинный». Избранные гимны в стихотворном переводе с греческого. СПб.: Алетейя, 2000. Издание второе — СПб.: Издательство Олега Абышко, 2008.
- Восточные Отцы и учители Церкви V века. Антология. М.: Круглый стол по религиозному образованию и диаконии, 2000.
- Христос — Победитель ада. Тема сошествия во ад в восточно-христианской традиции. СПб.: Алетейя, 2001. Издание второе — СПб.: Алетейя, 2005. Издание третье — СПб.: Издательство Олега Абышко, 2009.
- О молитве. Клин: Фонд «Христианская жизнь», 2001. Издание второе — Клин: Фонд «Христианская жизнь», 2004.
- Вы — свет мира. Беседы о христианской жизни. Клин: Фонд «Христианская жизнь», 2001. Издание второе — Клин: Фонд «Христианская жизнь», 2004. Издание третье — М.: Эксмо, 2008.
- Человеческий лик Бога. Проповеди. Клин: Фонд «Христианская жизнь», 2001.
- Преподобный Симеон Новый Богослов. Преподобный Никита Стифат. Аскетические произведения в новых переводах. Клин: Фонд «Христианская жизнь», 2001. Издание второе — СПб.: Издательство Олега Абышко, 2006.
- Священная тайна Церкви. Введение в историю и проблематику имяславских споров. В двух томах. СПб.: Алетейя, 2002. Издание второе — СПб.: Издательство Олега Абышко, 2007.
- Во что верят православные христиане. Катехизические беседы. Клин: Фонд «Христианская жизнь», 2004. Издание второе — М.: Эксмо, 2009.
- Православное свидетельство в современном мире. СПб: Издательство Олега Абышко, 2006.
- Православие. Том I: История, каноническое устройство и вероучение Православной Церкви. С предисловием Святейшего Патриарха Московского и всея Руси Алексия II. М: Сретенский монастырь, 2008. Издание второе — М: Сретенский монастырь, 2009. Издание третье — М: Сретенский монастырь, 2011.
- Православие. Том II: Храм и икона, Таинства и обряды, богослужение и церковная музыка. М: Сретенский монастырь, 2009. Издание второе — М: Сретенский монастырь, 2010. Издание третье — М: Сретенский монастырь, 2011.
- Патриарх Кирилл: Жизнь и миросозерцание. М: Эксмо, 2009.
- Беседы с митрополитом Иларионом. М: Эксмо, 2010.
- Как обрести веру. М: Эксмо, 2011.
- Как прийти в Церковь. М: Эксмо, 2011.
- Главное таинство Церкви. М: Эксмо, 2011.
- Церковь открыта для каждого. Выступления и интервью. Минск: Белорусская Православная Церковь, 2011.
- Праздники Православной Церкви. М: Эксмо, 2012.
- Обряды Православной Церкви. М: Эксмо, 2012.
- Церковь в истории. — М.: Изд-во Моск. патриархии, 2013.
- Бог: Православное учение. — М.: Эксмо, 2014.
- Иисус Христос: Бог и человек. — М.: Эксмо, 2014.
- Творение Божие: Мир и человек. — М.: Эксмо, 2014.
- Церковь: Небо на земле. — М.: Эксмо, 2014.
- Конец времен: Православное учение. — М.: Эксмо, 2014.
- Иисус Христос. Жизнь и учение. Кн. I: Начало Евангелия. — М.: Изд-во Сретенского монастыря, 2016.
- Иисус Христос. Жизнь и учение. Кн. II: Нагорная проповедь. — М.: Изд-во Сретенского монастыря, 2016.
- Иисус Христос. Жизнь и учение. Кн. III: Чудеса Иисуса. — М: Изд-во Сретенского монастыря, 2017.
- Иисус Христос. Жизнь и учение. Кн. IV: Притчи Иисуса. — М.: Изд-во Сретенского монастыря, 2017.
- Иисус Христос. Жизнь и учение. Кн. V: Агнец Божий. — М.: Изд-во Сретенского монастыря, 2017.
- Иисус Христос. Жизнь и учение. Кн. VI: Смерть и Воскресение. — М.: Изд-во Сретенского монастыря, 2017.
- Четвероевангелие. Учебник бакалавра теологии. Т. I. — М.: Познание, 2017.
- Апостол Павел. Биография. М.: Познание, 2017
- Катехизис. Краткий путеводитель по православной вере. — М.: Эксмо, 2017.
- Проповеди. Т. I: Праздники. — М: Изд-во Троице-Сергиевой лавры, 2017.
- Проповеди. Т. II: Воскресные дни. — М.: Изд-во Троице-Сергиевой лавры, 2017.
- Проповеди. Том III: Великий пост и Страстная седмица. — М: Изд-во Троице-Сергиевой Лавры, 2018.
- Апостол Пётр. Биография. — М.: Познание, 2018.
- Благодать и закон. Толкование на Послание апостола Павла к Римлянам. — М.: Познание, 2018.
- Литургия. Исторический и богословский комментарий к Литургиям Иоанна Златоуста и Василия Великого. — М.: Познание, 2018.
- Евангелие от Иоанна. Исторический и богословский комментарий. — М.: Познание, 2018.
- Две истории о Рождестве Христовом. — М.: Познание, 2018.
- Что говорят нам Евангелия о Воскресении Христовом? — М.: Познание, 2018.
- Иисус Христос. Биография. Серия «Жизнь замечательных людей». — М.: Молодая гвардия; Познание, 2019.
- Патриарх Кирилл. Биография. Серия «Жизнь замечательных людей». — М.: Молодая гвардия; Познание, 2019.
- Четвероевангелие. Учебник бакалавра теологии. Т. II. — М.: Познание, 2019.
- Евангелие от Матфея. Исторический и богословский комментарий. Т. I (главы 1-12). — М.: Познание, 2019.
- Евангелие от Матфея. Исторический и богословский комментарий. Т. II (главы 13-28). — М.: Познание, 2019.
- Отче наш. Толкование молитвы. — М.: Познание, 2019.
- Чему подобно Царство Небесное? Восемь притч Иисуса Христа. — М.: Познание, 2019.
- Заповеди Блаженства. — М.: Познание, 2019.
- Последний пророк и первый апостол. — М.: Познание, 2017.
- Четвероевангелие. Учебник бакалавра теологии. Т. III. — М.: Познание, 2020.
- Неудобные вопросы о религии и Церкви. — М.: Познание, 2020.
- Евангелие Достоевского. — М.: Познание, 2021.
- Деяния апостолов. Учебник бакалавра теологии. — М.: Познание, 2021.
- Тайна Богоматери. Истоки и история почитания Пресвятой Девы Марии в первом тысячелетии. — М.: Познание, 2021.
- Святые наших дней. — М.: Познание, 2021.
- Патриарх Кирилл. Биография. — М.: Познание, 2021.
- Тайна семи звёзд. Рассказы и очерки. — М.: Познание, 2022.

## Musique
- La Divine Liturgie pour chœur (2006).
- La Veillée Nocturne pour solistes et chœur (2006).
- La Passion selon saint Mattieu pour solistes, chœur et orchestre (2006).
- L'Oratorio de Noёl pour solistes, deux chœurs et orchestre symphonique (2007).
- Le Chant des degrés pour chœur et orchestre symphonique (2008).
- Le Stabat Mater pour mezzo-soprano, chœur et orchestre (2012).